# Sutor Basket Montegranaro
Sutor Basket Montegranaro Società Sportiva Dilettantistica (auch: Sutor Basket Montegranaro SSD) ist ein italienischer Basketballverein aus Montegranaro. Der Verein spielte von 2006 bis 2014 in der höchsten italienischen Spielklasse Serie A.

## Geschichte
Schon 1947 wurde in Montegranaro der erste Basketballclub unter dem Namen Società Sportiva Enzo Bassi gegründet. Anschließend wurde der Verein Sutor Basket Montegranaro Società Sportiva Dilettantistica (SSD) durch den örtlichen Pfarrer Don Gaetano Campanelli gegründet. Dieser Name wurde  zu Ehren der Schuhmachertradition von Montegranaro gewählt. In der damaligen Zeit war das Schuhmacherhandwerk der wichtigste Berufszweig in Montegranaro. Der Name Sutor kommt aus dem Lateinischen und bedeutet auf Latein „der Schuster“.
In den Anfangsjahren spielte Sutor Basket Montegranaro hauptsächlich in den unteren Spielklassen. Das Team spielte auf regionaler und überregionaler Ebene und kämpfte ständig zwischen der Serie B und der Serie C Erst 2001 schaffte man den Aufstieg in die Legadue (2. Liga). Trotz des folgenden Abstiegs gelang schon 2004 die Rückkehr in die Zweitklassigkeit. Bereits 2006 wurde der Basketballclub erstklassig. Die kleine und unbedeutende Stadt Montegranaro wurde Teil der italienischen Basketballelite.
Sutor spielte von 2006 bis 2014 in der höchsten italienischen Spielklasse und musste sich aus wirtschaftlichen Gründen vom Profi-Basketball zurückziehen. Der Verein startete daraufhin 2014 einen Neuanfang in der 7. Spielklasse Italiens.

## Ehemalige Spielstätten
Das Team spielte im Pala Savelli (3.800 Plätze) in Porto San Giorgio. Kurzfristig (Spielzeiten 2011/12 und 2012/13) spielte der Verein auch in Ancona im Pala Rossini (5.066 Plätze).

## Aktuelle Spielstätte
Das Team nutzt die als „Bombonera“ (Palazzetto dello Sport di Montegranaro) bekannte Stadtarena in der Via Martiri D’Ungheria scn als Spielstätte.

## Änderungen des Vereinsnamens durch Sponsoren
- Premiata Montegranaro (1998–2009)
- Sigma Coatings Montegranaro (2009–2010)
- Fabi Shoes Montegranaro (2010–2012)

## Vereinslogo

## Spieler
- Valerio Amoroso (2005–2008)
- Aloysius Anagonye
- Michele Antonutti
- Elias Ayuso (2001–2002)
- Corey Benjamin
- Augusto Binelli (2001–2002)
- Greg Brunner
- Matteo Canavesi
- Daniele Cavaliero

- Christian C. Burns
- Cheikh Ya-Ya Dia (2001–2002)
- Oscar Chiaramello (2004–2006 und 2008–2009)
- Randolph Childress (2004–2007)
- Andrea Cinciarini
- Daniele Cinciarini
- Fabio Di Bella
- Peter van Elswyk
- Demián Filloy
- Simone Flamini
- Sharrod Ford (2007–2008)   - Fotos von Basketballspielern von Sutor Basket Montegranaro
  - Josh Mayo
  - Sean May
  - Coby Karl
  - Brandon Hunter
  - Sharrod Ford
  - Andrea Cinciarini
  - Christian Burns
- Kevin Freeman (2001–2002)
- Kiwane Garris (2007–2009)
- Misan Haldin
- Robert Hite
- Brandon Hunter (2008–2009)
- Leroy Hurd (2005–2006)
- Dejan Ivanov
- Bobby Jones
- Coby Karl
- Tariq Kirksay
- Luca Lechthaler
- Anthony Maestranzi
- Giuliano Maresca (2004–2007)
- Sean May
- Josh Mayo
- Valerio Mazzola
- Jerel McNeal
- Ricky Minard (2007–2009)

Fotos von Basketballspielern von Sutor Basket Montegranaro
Fotos von Basketballspielern von Sutor Basket Montegranaro
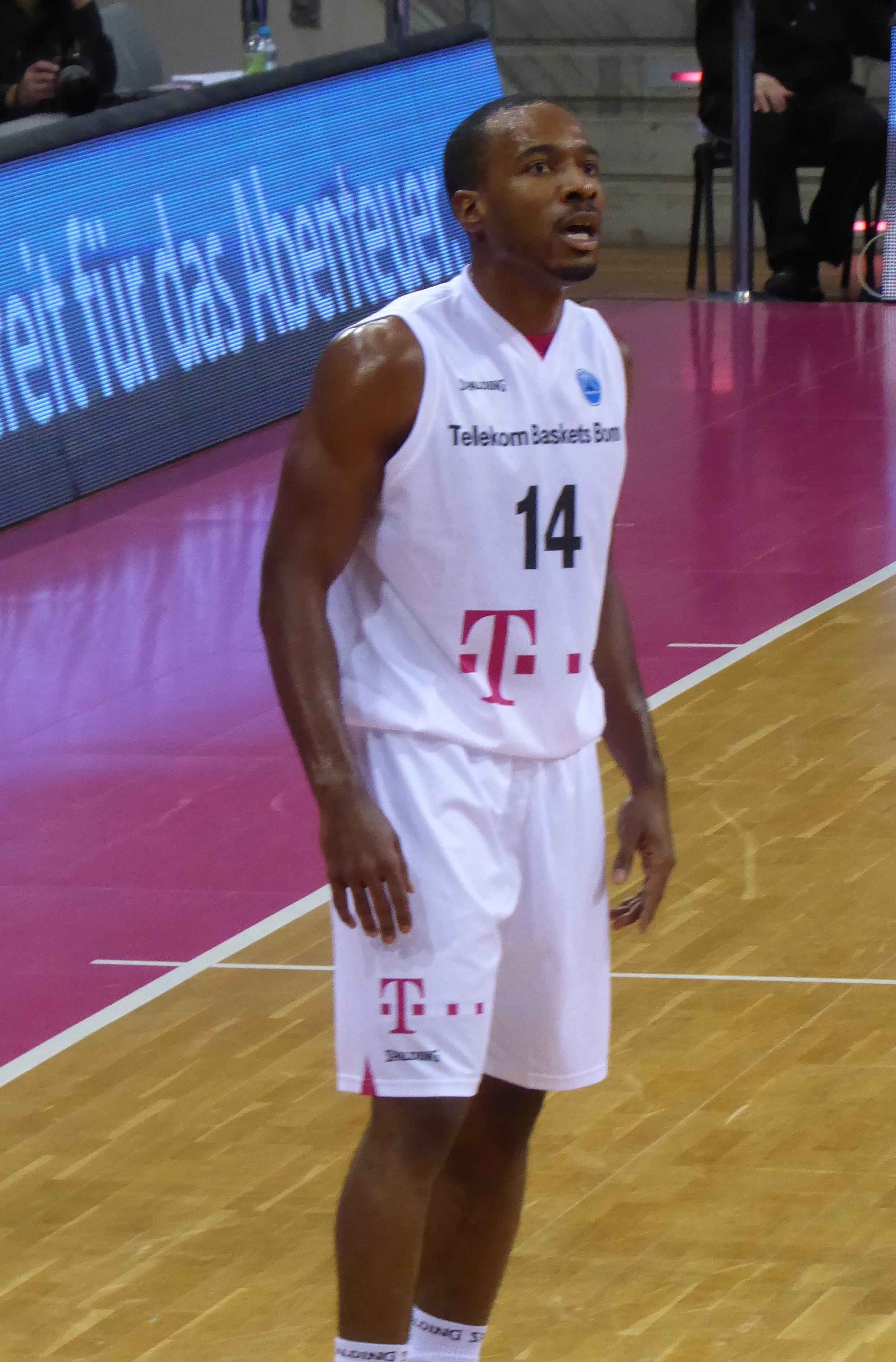
Josh Mayo
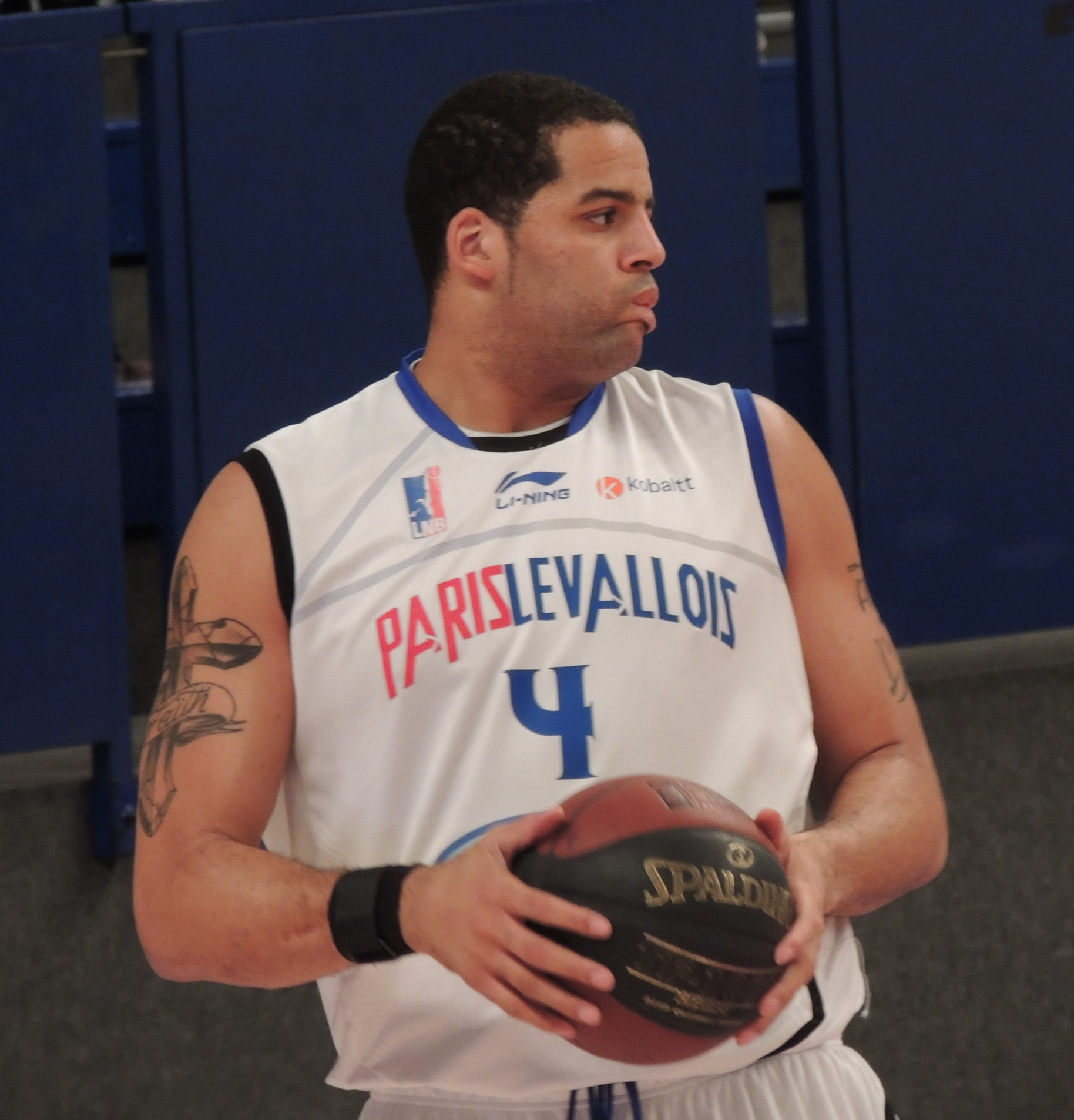
Sean May
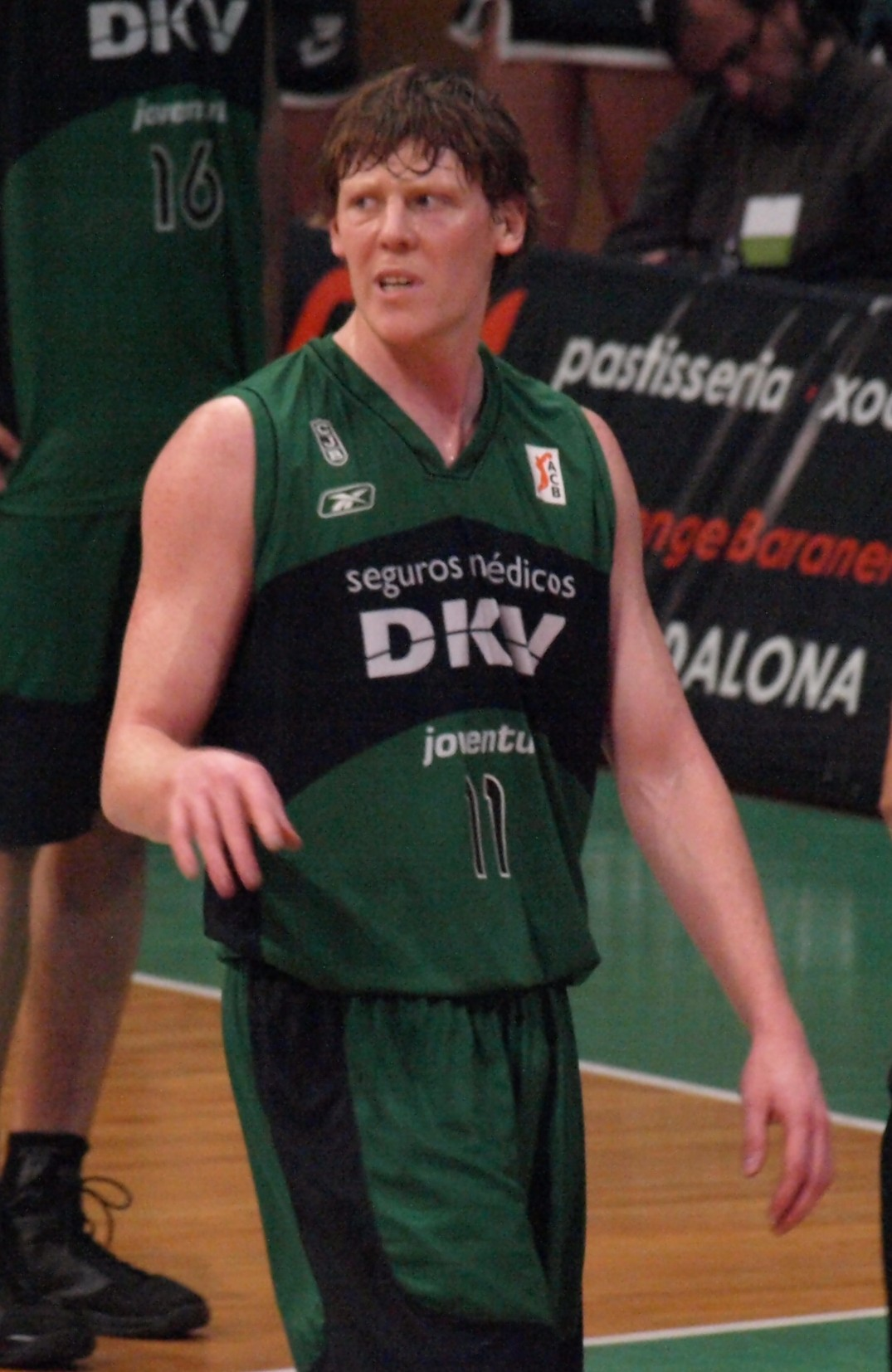
Coby Karl
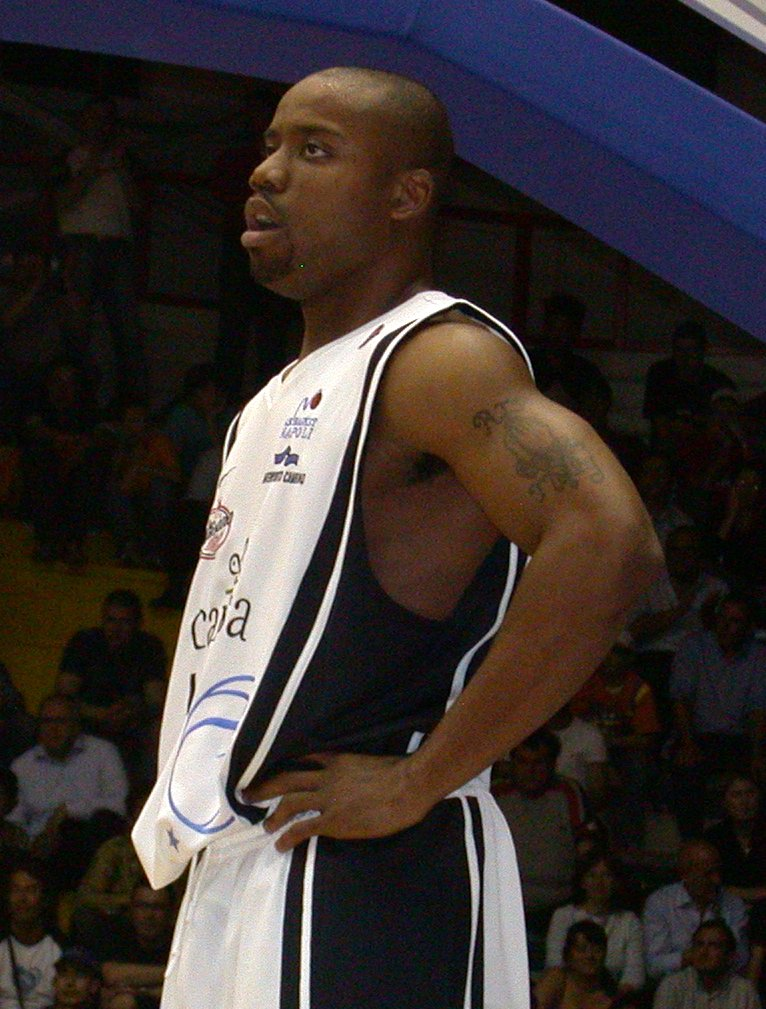
Brandon Hunter
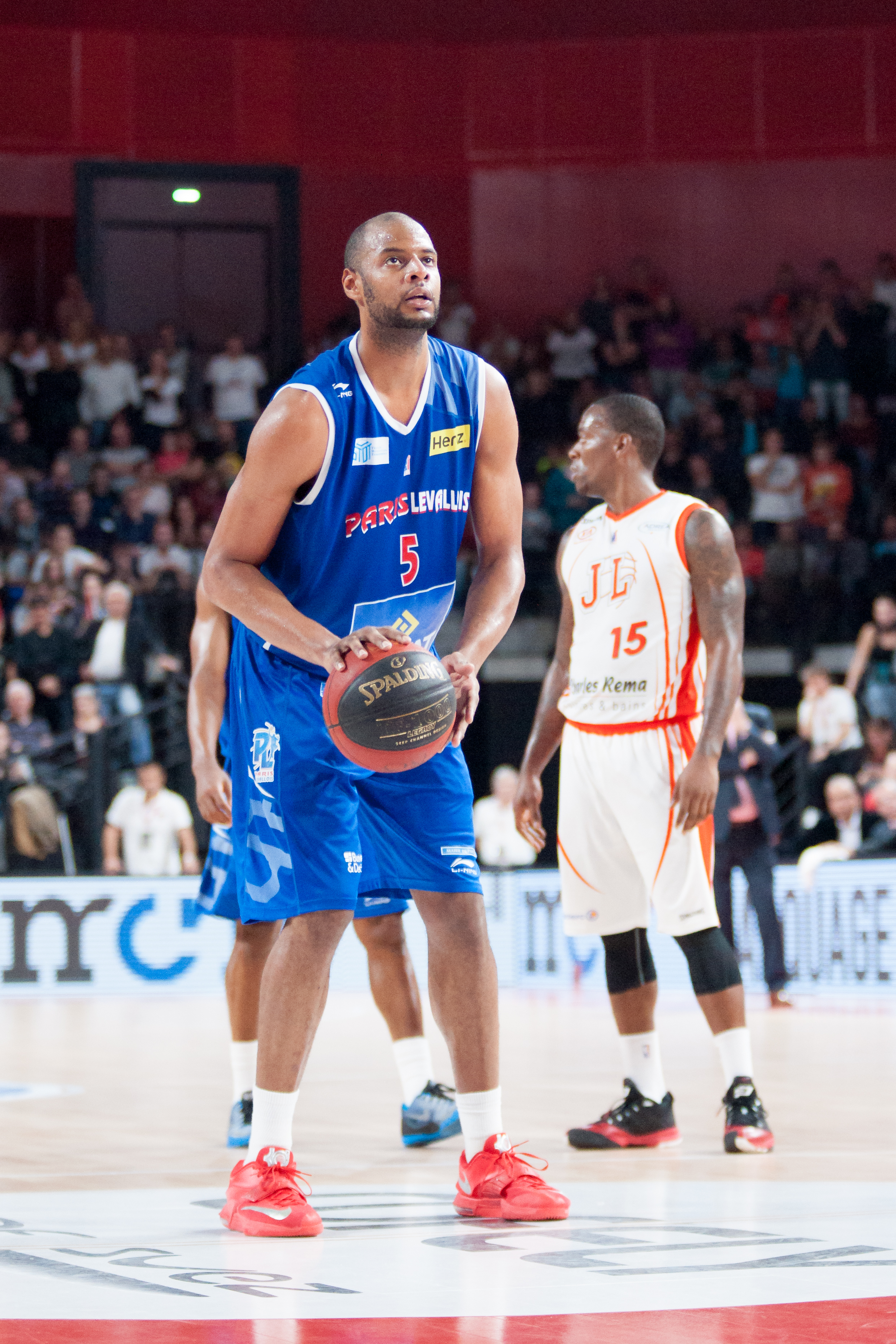
Sharrod Ford
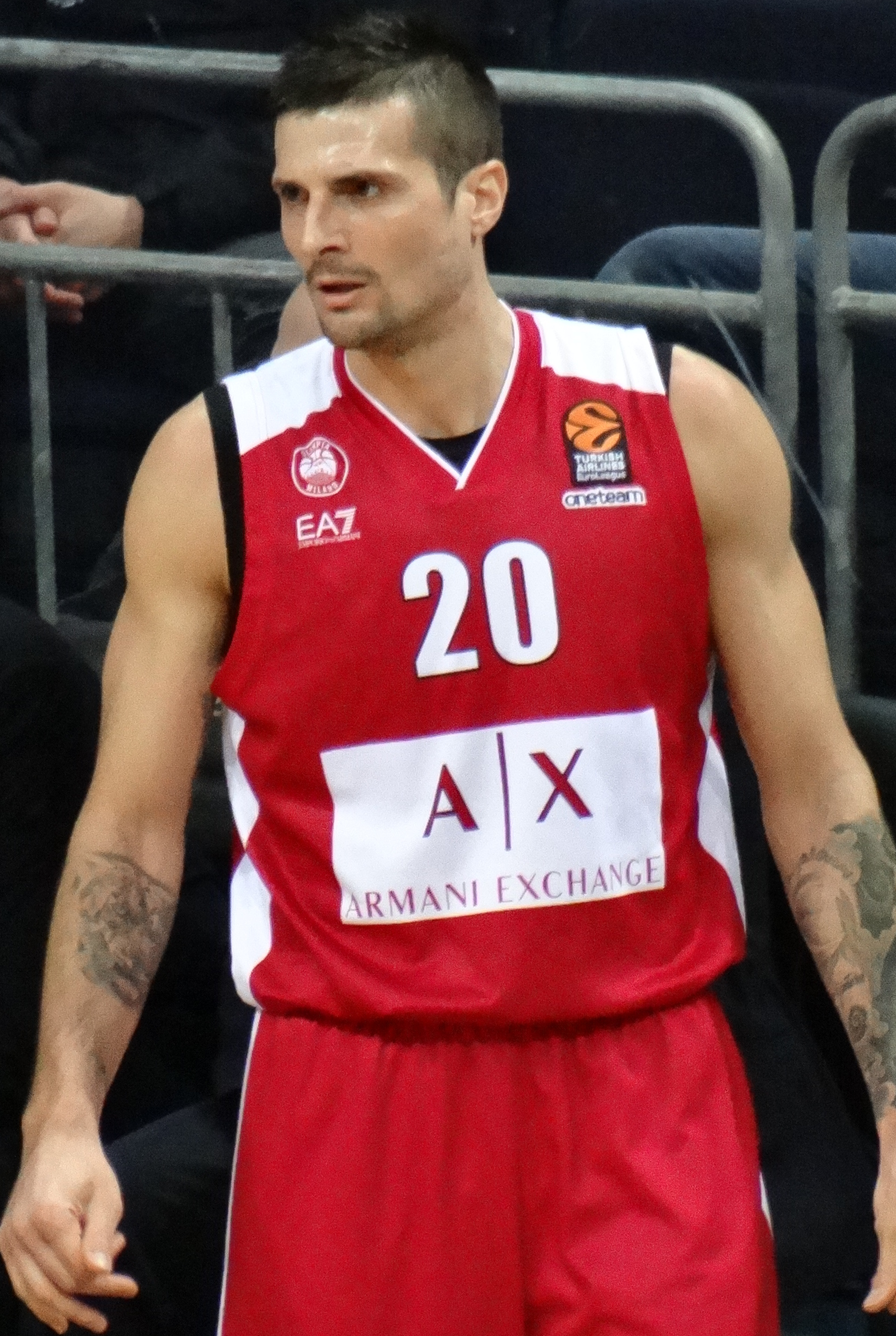
Andrea Cinciarini
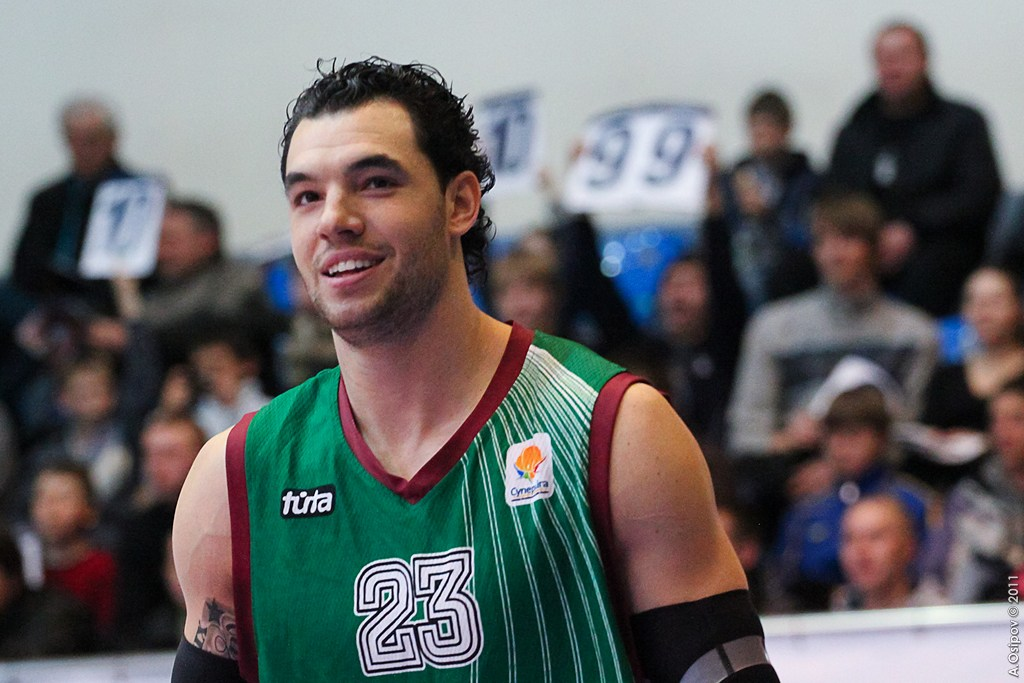
Christian Burns
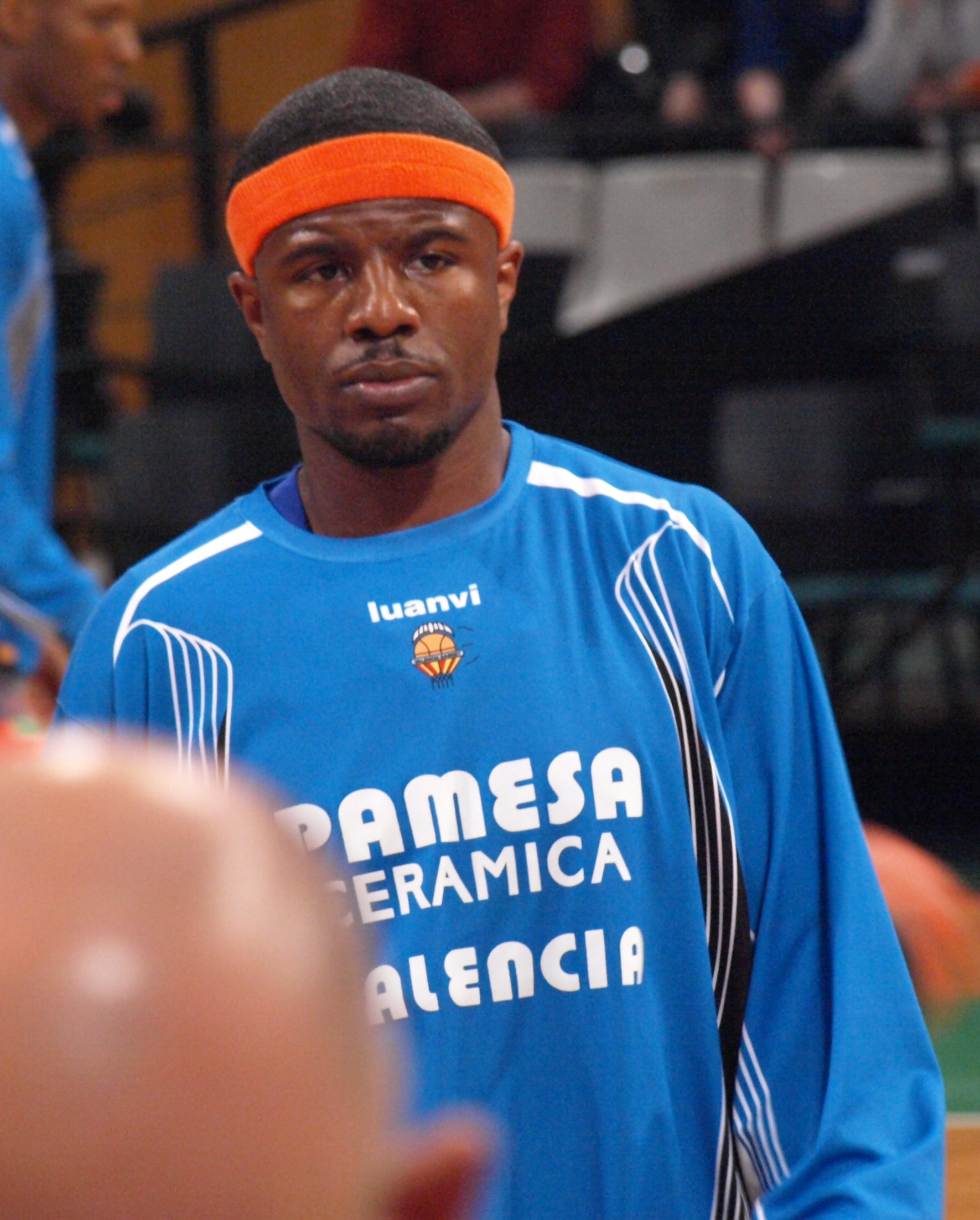
Shammond Williams
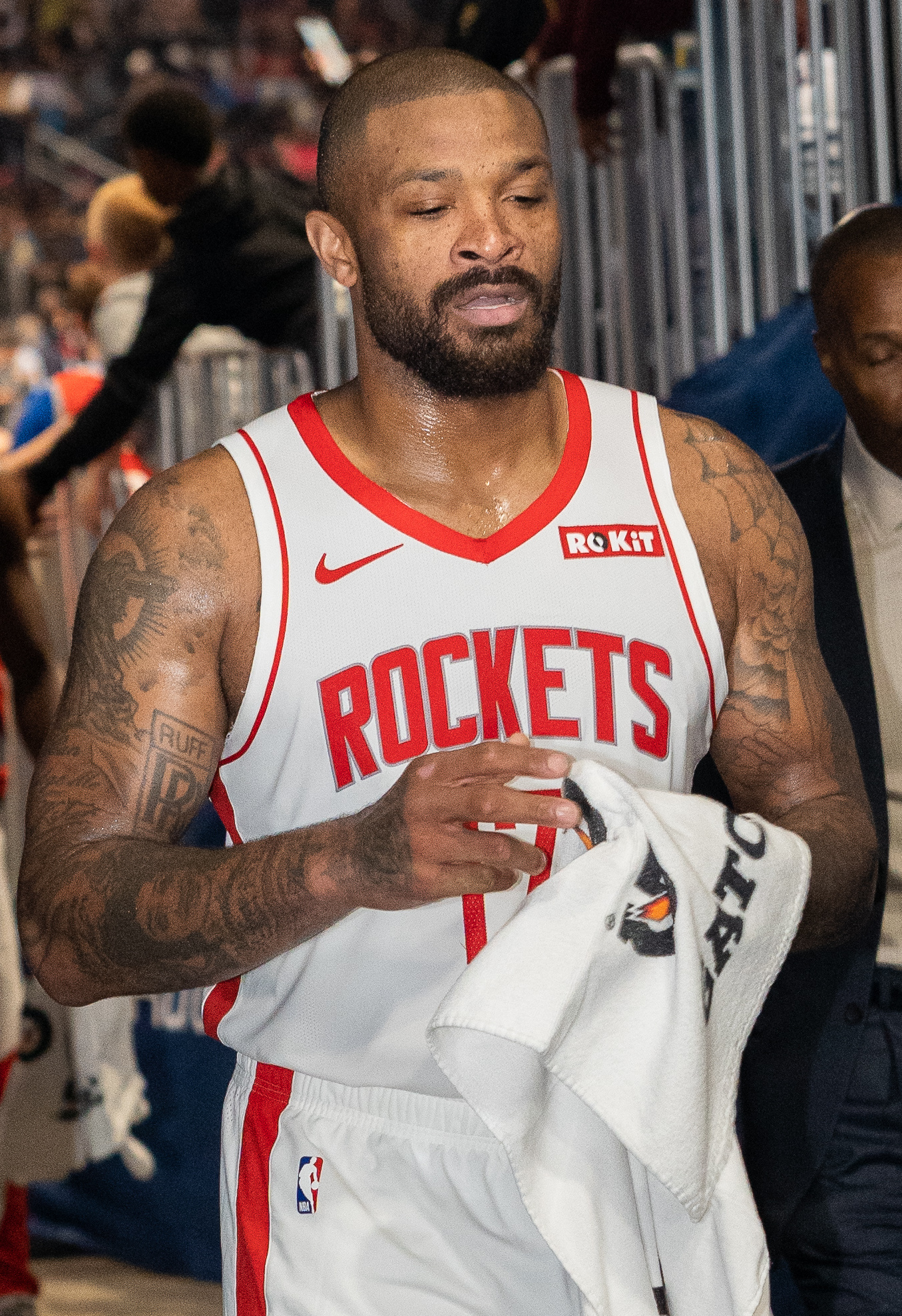
P.J. Tucker
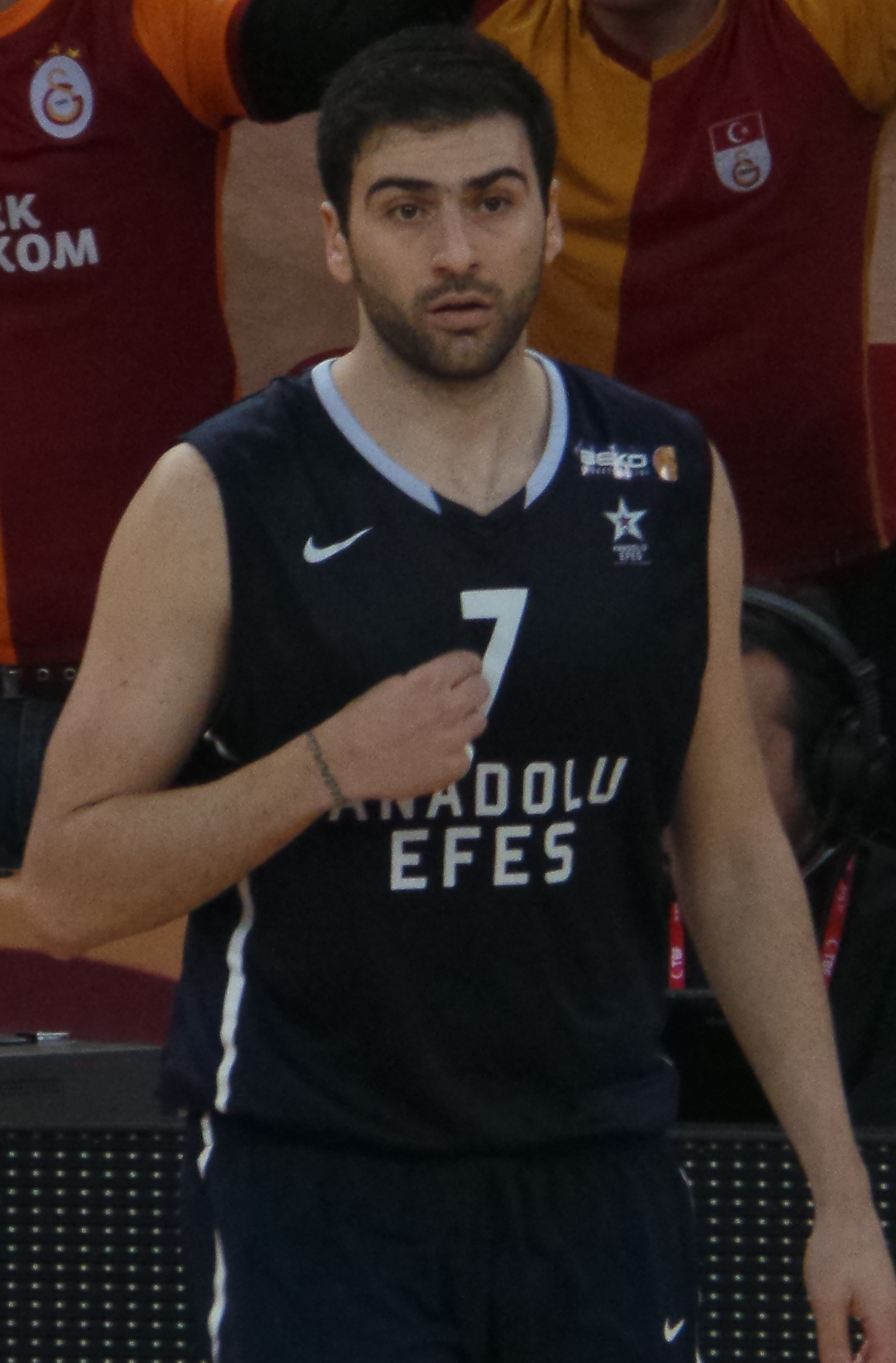
Kostas Vasileiadis
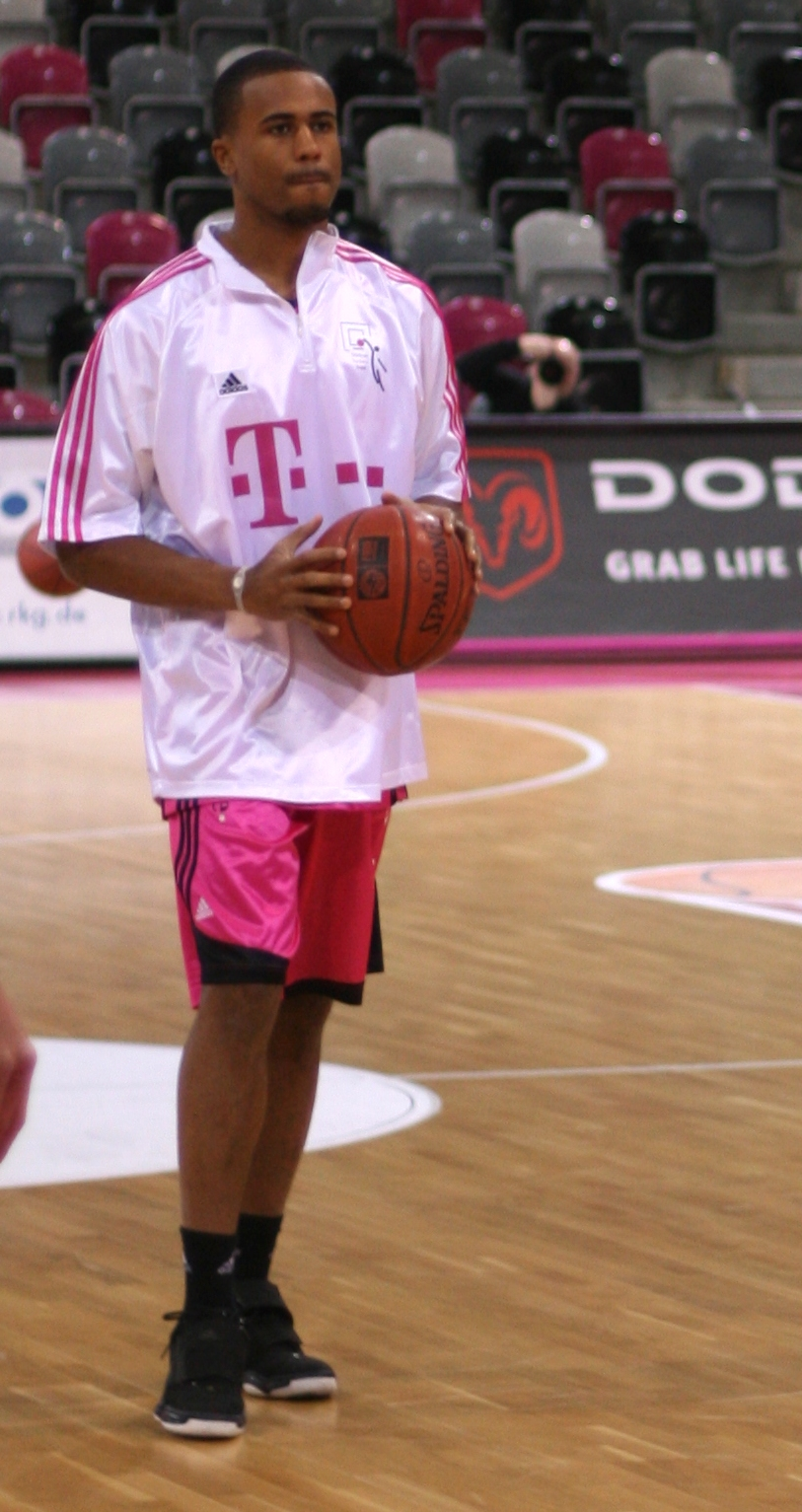
Bryce Taylor
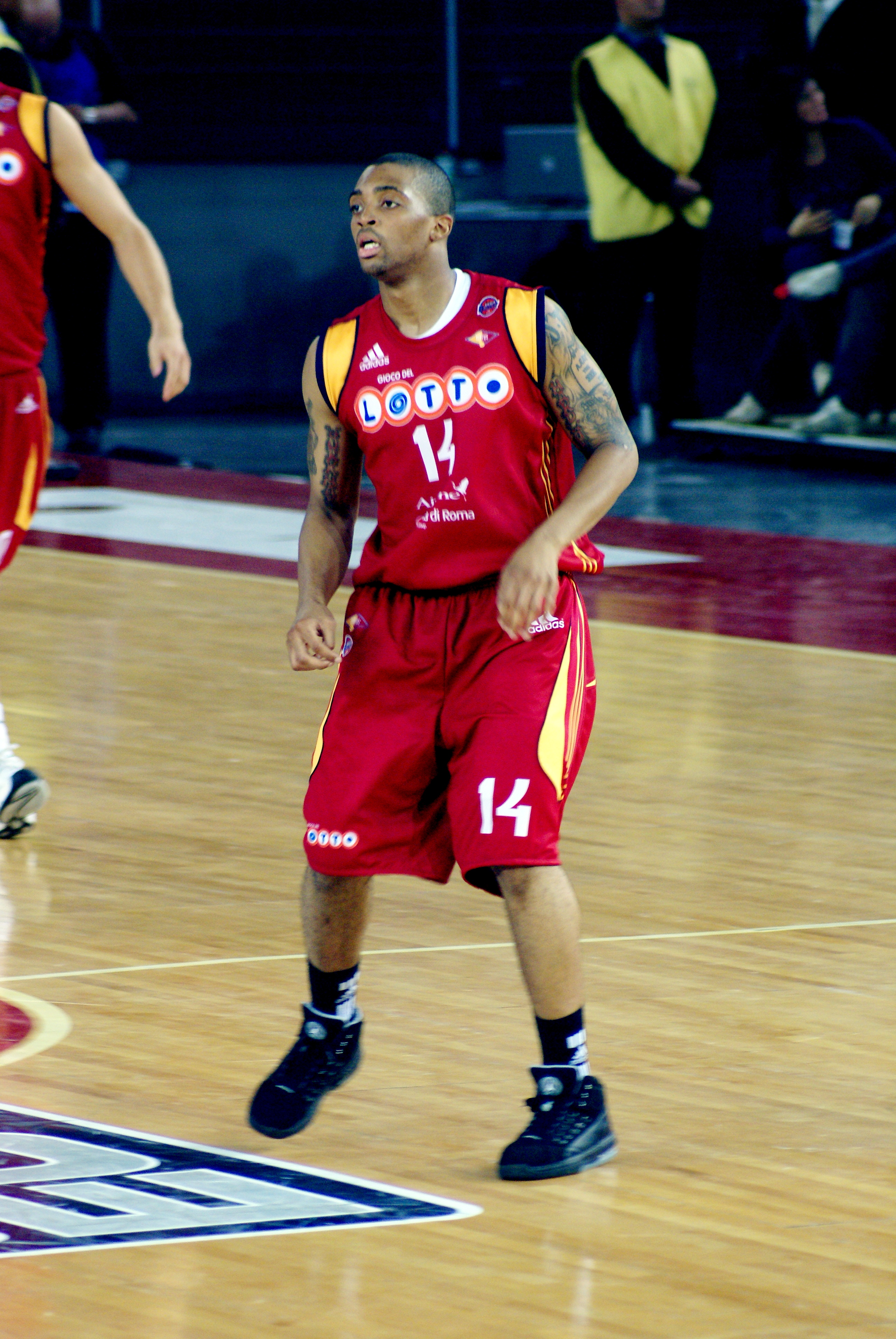
Allan Ray
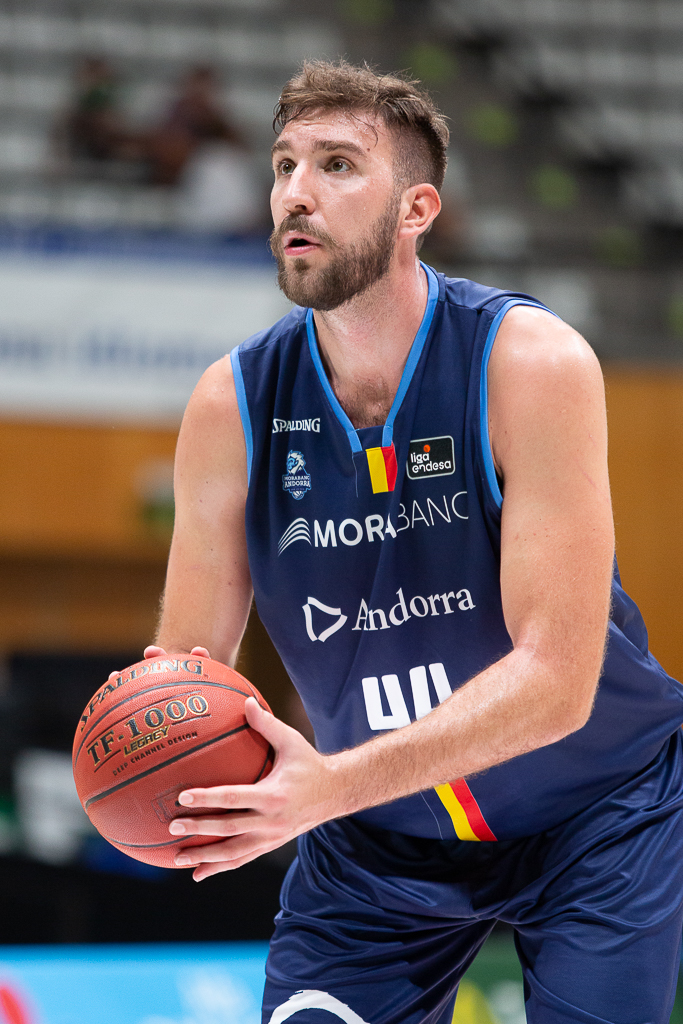
Dejan Musli

- Dejan Musli (Vertrag aber ohne Einsatz)
- Sandro Nicević
- Eyinmisan Nikagbatse (2005–2007)
- Kristof Ongenaet (2009–2011)
- Marco Portannese
- Deividas Pukis
- Allan Ray
- Darius Rice
- Ronald Slay (2006–2007)
- Édgar Sosa
- David Šteffel
- Nicola Temperini
- Elton Tyler (2004–2005)
- Bryce Taylor (2008–2009)
- Jobey Thomassie
- Ryan Toolson
- P. J. Tucker (2011)
- Kostas Vasileiadis (2008–2009)
- Marquinhos Vieira (2004–2005)
- Luca Vitali
- Shammond Williams (2010–2011)
- Ivan Zoroski

## Trainer und Co-Trainer
- Antonio BocchinoCarlo Recalcati
- Damiano Cagnazzo
- Vincenzo Cavazzana (Co-Trainer)
- Alessandro Finelli
- Fabrizio Frates
- Emanuele Mazalupi (Co-Trainer)
- Stefano Pillastrini
- Carlo Recalcati
- Giorgio Valli

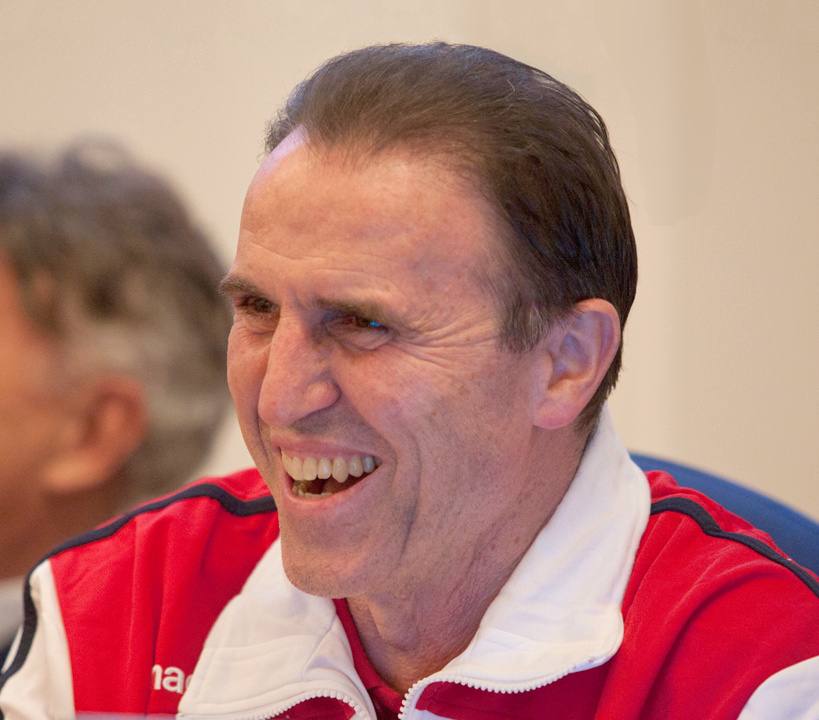
Carlo Recalcati

- Vincenzo Patrizio (Trainer seit 2022)